# 余子明
余子明（英語：Yu Chi Ming，1944年12月9日—2022年11月10日），香港男性甘草演員，前無綫電視基本藝人合約藝員，是前香港演員馮克安和馮寶寶的姐夫及馮素波妹夫，妻子是馮素雲（馮素波的妹妹）。其最著名的角色為在1970至1980年代於無綫綜藝節目《歡樂今宵》內《單吊西與大眼雞》趣劇單元中所飾演的「大眼雞」（夏雨飾「單吊西」），以及先後於1981年無綫電視劇《封神榜》以及2001年的《封神榜》中所飾演的姜子牙。余子明自1990年代末起曾擔任大量電視劇的甘草角色，擅演長者、潮州人、太監等角。余子明進入電視界前師承聲樂老師、女高音韋秀嫻。

## 生平

### 早年生活
余子明生於香港，成長於於小康之家，其父在香港島干諾道西三角碼頭一帶經營類似客棧的接待生意，負責招待來自越南、泰國等地的採購客人。他在讀小學時因為被學校的壞學生誤導而誤入歧途。不但沒有上學，而且花費學費到處遊玩。另一方面卻獲老師選中在學校（中學）校慶或其他校內活動場合表演話劇，又在朗誦比賽中得到冠軍獎項。當年，他在西南中學完成學業後，曾在香港商人羅康瑞父親羅鷹石位於上環文咸西街的南北行公司工作了一年，後來因為被其他同事欺負而決定辭職。
余子明在17至18歲時，經一個朋友介紹到位於馬師道的報館任職校對員，由於其姐夫在當時的《南華晚報》報社任職編輯主任，於是便轉職到該處工作。此前，他到處吃喝玩樂，沒有正職在身。余子明當了報館職員一段時間後轉任南華晚報港聞組見習記者。事緣他的同事跟進小童被巴士撞倒的新聞，但礙於難以與肇事現場的潮州人溝通，余氏毛遂自薦到事發地點進行採訪。此後他在數年間同時負責為《天天日報》和《南華晚報》的一些新聞撰寫報道，也兼寫影評。

### 演藝事業
自小喜歡唱歌的余子明同期開始與馮素波和歌手鄭錦昌等人一同在香港的潮僑中學與其他場所唱歌演出。1966年，他參加《星島晚報》舉辦的「第七屆全港業餘歌唱比賽」，以《好姑娘》一曲入圍國語時代曲組決賽。翌年，他再以《告訴羅娜我愛她》一曲取得前述比賽的季軍獎項。1968年則再度用「凌平」的筆名參加同一個賽事，並且以黃清元《蔓莉》一曲奪得冠軍金牌。另外也有兩份獎品，分別為一張來回泰國的機票和一份EMI唱片公司的歌手合約。翌年他以記者身份到北角一間新開業、名為「銷金窩」的夜總會（花園餐廳所在地）進行採訪。當時他在台上唱了一首歌後獲夜總會的經理邀請到「銷金窩夜總會」當歌手唱歌。由於酬勞吸引，余子明便答應演出。在當歌手的數個月內，他曾與徐小鳳同台演出，獲得聽眾好評。其後夜總會林立，他到過不同的夜總會、新加坡以及印尼演出。不過基於當時香港不少夜總會沒有歌舞廳牌照，所以令余子明無法再在這些地方唱歌，輾轉到戲院演出。
而在1960至1970年代，余子明簽過一份新加坡歌手合約（長約），這使他在結婚之後留在當地居住。其後因為新加坡政府推行非本地居民不能夠在當地工作超過1年的政策，致使余子明被迫返回香港《南華晚報》報社工作，負責撰寫娛樂版新聞，時維1974年。同期仍夥拍台灣藝人林沖等人到外地演唱，且接演本地小型歌劇。不久，女演員錢蓉蓉與他開始合演文明戲（即上世紀初曾在上海一帶流行無正式劇本的話劇。）直至1976年5月，電視台綜藝科高層馮吉隆致電余子明，說周梁淑怡有意找他演出《歡樂今宵》。當年他正在麗的電視出演文明戲節目，電視台高層有意與他續約，惟余子明沒有答允續約，後正式加入無綫電視至1984年2月為止。約滿後他於新加坡一間戲院負責台前幕後工作，同年年尾與劉天賜及何家聯洽談重返無綫電視條件，結果雙方達成共識，合約期至1986年9月30日屆滿。他約滿後首兩年在泰國經營生意，往後轉往其他地方從事貿易活動。其時因香港樓價高昂，為了讓家人擁有更好的生活，他選擇舉家移民加拿大溫哥華，留加期間曾前往新加坡登台唱歌。到了1997年6月1日才重返無綫電視。
及後於2000年，余子明在杭州拍攝劇集《尋秦記》期間不慎從馬車跌下撞傷頭部，經檢查後發現腦積血，並且到養和醫院留醫，接受腦部手術。2020年8月，他因不願被無綫改簽一年一騷合約而離巢，《踩過界2》為其告別作；翌年為ViuTV拍攝電視劇《940920》，此劇為余子明最後作品。2022年1月，他在家跌倒而引發缺血性腦中風，令左半身一時癱瘓和需以輪椅代步。隨後他因中風後而導致患上特發性肺纖維化，同年11月10日在醫院逝世，享壽78歲。生前曾在無綫電視2011年醫療資訊節目《健康奇案錄》中，表示自己晩年曾患上了心臟病，偶爾參與客串演出香港及海外發展電視和電影界等等。

## 個人生活
余子明於1960年代尾一次和演員馮素波到印尼演出時，結識了馮素波的妹妹馮素雲。後有馮素波和余子明的母親及姊姊牽紅線，加上馮峰（馮素波與馮素雲的父親）對余氏的印象好，余子明與馮素雲便於1972年年初訂婚，繼而於同年4月12日結為夫妻。兩人婚後育有兩子一女。
余子明曾被人誤會與馮素波成婚。這是由於馮素波與馮素雲的樣貌相似所致。女演員陳齊頌和監製梅小青等娛樂圈人士亦曾有所誤會。當余子明成婚派發喜帖時，記者朋友以為他弄錯帖上自己妻子的姓名。直至後來，仍然有人以為他的妻子是馮素波。他要多番解釋才能釋除誤會。
另外於1982年元旦，余子明於北角錦屏街歸家途中，遭劫匪打劫以致受傷住院。

## 演出作品
*以下列表只記錄余子明演出過的電影及電視劇作品，若有遺漏，請協助補充相關資料。

### 電視劇（無綫電視）
| 首播   | 名稱                     | 角色                 | 備註                                                                                                |
| 1976年 | 歡樂今宵之單吊西與大眼雞 | 大眼雞               | 播映至1986年                                                                                        |
| 1977年 | 袋鼠絲苗為兩餐           |                      | |
| 1979年 | 家在香港                 | 梁大福               | |
| 1980年 | 衝擊                     | 鄭勝                 | |
| 1981年 | 封神榜                   | 姜子牙               | |
| 1981年 | 鱷魚潭                   | 何局長               | |
| 1982年 | 天龍八部之六脈神劍       | 包不同               | |
| 1983年 | 七彩如來神掌             | 古必邪               | |
| 1984年 | 笑傲江湖                 | 沖虛道長             | |
| 1984年 | 鐵面包公                 |                      | |
| 1987年 | 季節                     | 吳富                 | 余子明於1987年3月已約滿無綫電視，在節目初段曾登場一段時間，後來在中段再度登場，但轉眼間角色被賜死。 |
| 1998年 | 鹿鼎記                   | 澄觀大師             | |
| 1998年 | 烈火雄心                 | 司徒根德             | |
| 1998年 | 西遊記貳                 | 龜丞相九千歲         | |
| 1998年 | 金裝四大才子             | 老師手下             | |
| 1999年 | 刑事偵緝檔案IV           | 尹望石               | |
| 1999年 | 創世紀                   | 關維宗               | |
| 1999年 | 狀王宋世傑2              | 縣官                 | |
| 1999年 | 茶是故鄉濃               | 鍾正良               | |
| 2000年 | 創世紀II天地有情         | 關維宗               | |
| 2000年 | 洗冤錄                   | 忠叔                 | |
| 2000年 | 廟街·媽·兄弟             | 姚志勇               | |
| 2000年 | 碧血劍                   | 木桑道人             | |
| 2000年 | 撻出愛火花               | 趙冠良               | |
| 2001年 | 勇往直前                 | 卓一棠               | |
| 2001年 | 美味情緣                 | 凌唯倫               | |
| 2001年 | 封神榜                   | 姜子牙               | |
| 2001年 | 七姊妹                   | 關與洲               | |
| 2001年 | 尋秦記                   | 鄒衍                 | |
| 2001年 | 皆大歡喜 (古裝)          | 史外道 林叔 白眉道長 | 劇集播映至2002年                                                                                    |
| 2002年 | 騎呢大狀                 | 達                   | |
| 2002年 | 再生緣                   | 伯颜                 | |
| 2002年 | 談判專家                 | 彭大福               | |
| 2002年 | 我要Fit一Fit             | 梁金安               | |
| 2003年 | 天子尋龍                 | 太上老君             | |
| 2003年 | 帝女花                   | 楚崇武               | |
| 2003年 | 金牌冰人                 | 喊欄新翁             | |
| 2003年 | 美麗在望                 | Paul                 | |
| 2003年 | 西關大少                 | 根叔                 | |
| 2003年 | 皆大歡喜 (時裝)          | 施叔                 | 劇集播映至2005年                                                                                    |
| 2004年 | 怪俠一枝梅               | 鍾源                 | |
| 2004年 | 血薦軒轅                 | 顧顯祖               | |
| 2004年 | 足秤老婆八両夫           | 仁                   | |
| 2004年 | 金枝慾孽                 | 鄂羅哩               | |
| 2004年 | 楚漢驕雄                 | 酈食其               | |
| 2005年 | 甜孫爺爺                 | 四叔                 | |
| 2005年 | 酒店風雲                 | 潮洲佬               | |
| 2005年 | 秀才遇著兵               | 何百福               | |
| 2005年 | 胭脂水粉                 | 裴裁縫               | |
| 2006年 | 謎情家族                 | 崔志                 | |
| 2006年 | 佛山贊師父               | 陳樂豐               | |
| 2006年 | 人生馬戲團               | 田七                 | |
| 2006年 | 覆雨翻雲                 | 胡惟庸               | |
| 2006年 | 高朋滿座                 | 何蘭水               | 劇集播映至2007年                                                                                    |
| 2006年 | 火舞黃沙                 | 宋釐貴               | |
| 2006年 | 法證先鋒                 | 徐田                 | |
| 2006年 | 鳳凰四重奏               | 潮州仔 陳先生        | |
| 2006年 | 刑事情報科               | 程滿慶               | |
| 2006年 | 滙通天下                 | 莊有恭               | |
| 2006年 | 轉世驚情                 | 鬼谷子               | |
| 2006年 | 東方之珠                 | 區德根               | |
| 2006年 | 賭場風雲                 | 沈偉英               | |
| 2007年 | 鄭板橋                   | 知府                 | |
| 2007年 | 同事三分親               | 龍在天               | 劇集播映至2008年                                                                                    |
| 2007年 | 天機算                   | 秦鐵板               | |
| 2007年 | 溏心風暴                 | 劉世龍               | |
| 2007年 | 師奶兵團                 | 方米                 | |
| 2007年 | 歲月風雲                 | 黃祥                 | |
| 2008年 | 千謊百計                 | 老翁                 | 第20集、無綫電視劇集台首播                                                                          |
| 2008年 | 秀才愛上兵               | 添叔                 | |
| 2008年 | 野蠻奶奶大戰戈師奶       | 馬生                 | |
| 2008年 | 古靈精探                 | 甄國富               | |
| 2008年 | 原來愛上賊               | 周水                 | |
| 2008年 | 銀樓金粉                 | 樓面                 | |
| 2008年 | 法證先鋒II               | 福伯                 | |
| 2008年 | 師奶股神                 | 丁有權               | |
| 2008年 | 溏心風暴之家好月圓       | 何至佳               | |
| 2008年 | 珠光寶氣                 | Paco                 | |
| 2008年 | 搜神傳                   | 太上老君             | |
| 2008年 | 畢打自己人               | 葉盛權               | 劇集播映至2009年                                                                                    |
| 2009年 | 大冬瓜                   | 勞財                 | |
| 2009年 | 學警狙擊                 | 關銘泰               | |
| 2009年 | 桌球天王                 | 洪中天               | |
| 2009年 | 烈火雄心3                | 九叔                 | |
| 2009年 | ID精英                   | 麗父                 | |
| 2009年 | 富貴門                   | 文傲君               | |
| 2009年 | 宮心計                   | 彭忠義               | |
| 2009年 | 有營煮婦                 | Q仔                  | |
| 2009年 | 絕代商驕                 | 劉松                 | |
| 2009年 | 老友狗狗                 | 周偉暢               | |
| 2010年 | 五味人生                 | 喜伯                 | |
| 2010年 | 女王辦公室               | 舊上司               | |
| 2010年 | 秋香怒點唐伯虎           | 林翁                 | |
| 2010年 | 鐵馬尋橋                 | 陳大夫               | |
| 2010年 | 翻叮一族                 | 街坊                 | |
| 2010年 | 飛女正傳                 | 梁國昌               | |
| 2010年 | 掌上明珠                 | 華叔                 | |
| 2010年 | 談情說案                 | 景森                 | |
| 2010年 | 天天天晴                 | 標叔                 | |
| 2010年 | 女人最痛                 | 偉雄                 | |
| 2010年 | 刑警                     | 石家齊               | |
| 2010年 | 誘情轉駁                 | 岑公                 | |
| 2010年 | 居家兵團                 | 王伯                 | |
| 2011年 | 仁心解碼                 | 潘小敏父親           | |
| 2011年 | 隔離七日情               | 警司                 | |
| 2011年 | 駁命老公追老婆           | 梁貴全               | |
| 2011年 | 七號差館                 | 曾成                 | |
| 2011年 | 女拳                     | 忠伯                 | |
| 2011年 | 誰家灶頭無煙火           | 菁父 九叔            | |
| 2011年 | 洪武三十二               | 大叔                 | |
| 2011年 | 點解阿Sir係阿Sir         | 魯Sir                | |
| 2011年 | 團圓                     | 林忠邦               | |
| 2011年 | 真相                     | 洪湛                 | |
| 2011年 | 紫禁驚雷                 | 顏玉銘               | |
| 2011年 | 潛行狙擊                 | 求叔                 | |
| 2011年 | 九江十二坊               | 梁秋                 | |
| 2011年 | 萬凰之王                 | 烏蘇安格             | |
| 2011年 | 法證先鋒III              | 老闆                 | 第20集                                                                                              |
| 2011年 | 天與地                   | 葉光來               | |
| 2011年 | 我的如意狼君             | 馨大伯父             | |
| 2012年 | 缺宅男女                 | 凌先生               | |
| 2012年 | 換樂無窮                 | 安東尼               | |
| 2012年 | 4 In Love                | 羅守譽               | |
| 2012年 | 當旺爸爸                 | 發叔                 | 第2集                                                                                               |
| 2012年 | 女警愛作戰               | 七姑丈               | 第2集                                                                                               |
| 2012年 | 拳王                     | 梁國寶               | |
| 2012年 | 愛·回家 (第一輯)         | 招財富               | 劇集播映至2015年                                                                                    |
| 2012年 | 心戰                     | 鄭淵                 | |
| 2012年 | 回到三國                 | 張昭                 | |
| 2012年 | 飛虎                     | 陳興                 | 第6集                                                                                               |
| 2012年 | 怒火街頭2                | 楊伯                 | |
| 2012年 | 天梯                     | 鍾鑑                 | |
| 2012年 | 雷霆掃毒                 | 潘兆昌               | |
| 2012年 | 肥婆奶奶扭計媳           | 福伯                 | |
| 2012年 | 名媛望族                 | 關耀宗               | |
| 2012年 | 大太監                   | 徐爺                 | |
| 2012年 | 法網狙擊                 | 況程                 | |
| 2013年 | 老表, 你好嘢！           | 徐總                 | |
| 2013年 | 初五啟市錄               | 黃炳財               | |
| 2013年 | 心路GPS                  | 何志祥               | |
| 2013年 | 仁心解碼II               | 梁七                 | |
| 2013年 | 情越海岸線               | 陳強                 | |
| 2013年 | 好心作怪                 | 尚師傅               | |
| 2013年 | 情逆三世緣               | 戴銀基               | |
| 2013年 | 巨輪                     | 龍廣鑫               | |
| 2013年 | 法外風雲                 | 李一火               | |
| 2013年 | 舌劍上的公堂             | 魯彪                 | |
| 2014年 | 單戀雙城                 | 鄧先生               | |
| 2014年 | 食為奴                   | 李德全               | |
| 2014年 | 守業者                   | 唐榮                 | |
| 2014年 | 廉政行動2014             | 簡叔                 | |
| 2014年 | 愛我請留言               | 盛叔                 | |
| 2014年 | 點金勝手                 | 胡國銓               | |
| 2014年 | 寒山潛龍                 | 瓜佬                 | |
| 2014年 | 忠奸人                   | 義父                 | |
| 2014年 | 載得有情人               | 佳叔                 | |
| 2014年 | 大藥坊                   | 倉頭昌               | |
| 2014年 | 再戰明天                 | 劉石清               | |
| 2014年 | 老表，你好hea！          | 表叔公               | |
| 2014年 | 宦海奇官                 | 顧仲安               | |
| 2015年 | 師奶MADAM                | 湯伯                 | |
| 2015年 | 水髮胭脂                 | 田錦富               | |
| 2015年 | 以和為貴                 | 李乙迅               | |
| 2015年 | 收規華                   | 錢叔                 | |
| 2015年 | 無雙譜                   | 江員外               | |
| 2015年 | 張保仔                   | 陳太醫               | |
| 2015年 | 愛·回家 (第二輯)         | 招財富               | 劇集播映至2016年                                                                                    |
| 2016年 | 公公出宮                 | 福                   | |
| 2016年 | 末代御醫                 | 李連英               | |
| 2016年 | EU超時任務               | 陳福亨               | |
| 2016年 | 火線下的江湖大佬         | 哈叔                 | |
| 2016年 | 一屋老友記               | 何貴                 | |
| 2016年 | 巨輪II                   | 龍廣鑫               | |
| 2016年 | 為食神探                 | 陳七                 | |
| 2016年 | 致命復活                 | 茅學儒               | |
| 2017年 | 味想天開                 | 賈正德               | |
| 2017年 | 我瞞結婚了               | 好伯                 | |
| 2017年 | 賭城群英會               | 口水泉               | |
| 2017年 | 雜警奇兵                 | 何定福               | |
| 2017年 | 降魔的                   | 黃小旦               | |
| 2018年 | 平安谷之詭谷傳說         | 陸土沃               | |
| 2018年 | 果欄中的江湖大嫂         | 吳文                 | |
| 2018年 | 棟仁的時光               | 盲曹叔               | |
| 2018年 | 天命                     | 怡親王               | |
| 2018年 | 兄弟                     | 余立知               | |
| 2018年 | 是咁的，法官閣下         | 梅大律師             | |
| 2019年 | 廉政行動2019             | 梁根                 | |
| 2019年 | 十二傳說                 | 林伯                 | |
| 2019年 | 包青天再起風雲           | 陳松柏               | |
| 2019年 | 街坊財爺                 | 黃伯                 | |
| 2020年 | 大醬園                   | 張富根               | |
| 2020年 | 降魔的2.0                | 黃小旦               | |
| 2020年 | 殺手                     | 屍體清道夫           | |
| 2020年 | 過街英雄                 | 大老闆               | |
| 2020年 | 反黑路人甲               | 周師傅               | 第9集                                                                                               |
| 2020年 | 踩過界II                 | 邱耀興               | 此劇是他參演最後一部無綫電視劇集                                                                    |
| 2021年 | 愛美麗狂想曲             | 唐仁父               | 此劇是他參演最後一部播出的無綫電視劇集。                                                            |

### 電視劇（ViuTV）
| 首播   | 名稱   | 角色   | 備註                                     |
| 2022年 | 940920 | 林彥秋 | 此劇是他逝世前最後一部參演及播出的劇集。 |

### 電影
- 1973年：阿福正傳
- 1976年：溫拿與教授
- 1976年：失魂炳與綽頭王 飾 明仔
- 1978年：愛慾狂潮
- 1978年：鬼馬狂潮
- 1978年：大搶特腸
- 1978年：鬥串
- 1978年：大林巴
- 1979年：大鬥大
- 1979年：出貓
- 1979年：各師各法
- 1979年：戇居仔與牛咁眼
- 1979年：打籐
- 1979年：掃黃奇趣錄
- 1981年：財神到
- 1982年：小生怕怕
- 1984年：最佳拍檔女皇密令 飾 售貨員
- 1985年：福星高照
- 1985年：恭喜發財
- 1985年：歡場
- 1986年：開心鬼撞鬼 飾 醫生
- 2003年：低一點的天空
- 2009年：金錢帝國 飾 楊咩
- 2010年：美麗密令 飾 老馮
- 2014年：賭城風雲 飾 華叔
- 2019年：家和萬事驚 飾 魚販

### 電視電影（J2）
- 2018年：網戰

### 電視節目
- 1976年至1984年2月、1984年尾至1986年：歡樂今宵（主持、無綫電視）[17]
  - 1983年至1984年：歡樂今宵之泰禾米養百樣人 飾 雷堅（與廖偉雄所飾演的雷強共同主持）[27]
- 1991年：向每顆星致敬（嘉賓、亞洲電視）[28]
- 1998年至2000年：週日青春派（第1輯演出、無綫電視）
- 2011年：健康奇案錄（第22集嘉賓、無綫電視）
- 2017年：我愛EYT（第1集嘉賓、無綫電視）
- 2020年：流行經典50年（第4集嘉賓、無綫電視）

### 音樂錄像
- 2009年：郭偉亮《WOW!》

### 演唱會
- 2019年12月30日：素仰大明演唱會[29]

## 外部連結
- 余子明的Instagram帳戶
- 余子明在互联网电影资料库（IMDb）上的資料（英文）（英文）
- 余子明在香港影庫上的簡介
- 余子明在豆瓣上的资料（简体中文）
- 1968年8月第41期《婦女生活》月刊，題為〈青年樂壇：玉喉金嗓響遏行雲〉之報導 （页面存档备份，存于）